# رواسب بحرية

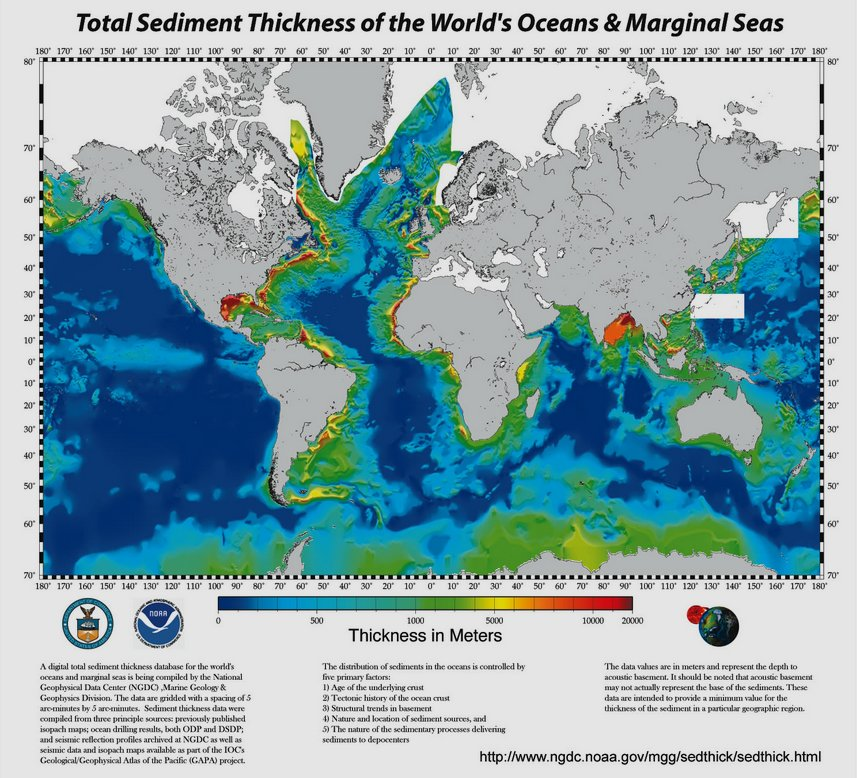
مجموع سمك الرواسب من قاع المحيط، مع أنحف الودائع باللون الأزرق الداكن وأسمك في الأحمر. لاحظ الوفرة الوفيرة على طول السواحل الشرقية والبحرية في أمريكا الشمالية، في بحر الصين الجنوبي، وفي خليج البنغال، شرق الهند

الرواسب البحرية (بالإنجليزية Pelagic sediment)، هي رواسب كونتها عوامل التعرية من تفتيت الصخور النارية القديمة ثم حملتها وأرسبتها على قيعان البحار والمحيطات. لحدوث عملية الترسيب البحري ينبغي توافر عدد من الشروط، ترسب المواد الخشنة التي تتكون من الحصى المختلف الأحجام والأنواع، وهو عادة مايظهر في المناطق الساحلية أو القريبة منها مستدير الشكل، نتيجة احتكاكه بسبب الأمواج (رواسب شاطئية). 
ترسيب التكوينات الرملية بجميع أنواعها الخشنة والناعمة فوق مناطق الرصيف القاري الذي تغمره مياه البحر على أعماق قليلة لا تزيد عن 100 قامة.
ترسب التكوينات الطينية في قاع البحار في مناطق الأعماق التي تترواح بين (100- 1000 قامة).
كما تترسب تكوينات طينية دقيقة الذرات جدًا تعرف بالأوز Ooze، وتتألف من بقايا الأصداف وبعض الحيوانات وحيدة الخلية مثل (المنخربات) وفي مناطق الأعماق البعيدة في المحيطات.